# ادوارد شوماخر-ماتوس
ادوارد شوماخر-ماتوس (انگلیسی: Edward Schumacher-Matos؛ زادهٔ تاریخ ورودی نامعتبر است) روزنامه‌نگار اهل ایالات متحده آمریکا است.
وی همچنین برندهٔ جوایزی همچون برنامه فولبرایت شده‌است.